# Liste der Bodendenkmale in Haßmoor
In der Liste der Bodendenkmale in Haßmoor sind die Bodendenkmale der Gemeinde Haßmoor nach dem Stand der Bodendenkmalliste des Archäologischen Landesamts Schleswig-Holstein von 2016 aufgelistet.
| Denkmal-ID           | Befundart               | Bezeichnung           | Zeitstellung                 | Lage | Bemerkungen | Bild |
| -------------------- | ----------------------- | --------------------- | ---------------------------- | ---- | ----------- | ---- |
| aKD-ALSH-Nr. 003 187 | Grabmal > Grabhügel     | Grabhügel             | Vor- und/oder Frühgeschichte |      |             |      |
| aKD-ALSH-Nr. 003 188 | Grabmal > Grabhügel     | Grabhügel „Eiskeller“ | Vor- und/oder Frühgeschichte |      |             |      |
| aKD-ALSH-Nr. 003 189 | Grabmal > Grabhügel     | Grabhügel             | Vor- und/oder Frühgeschichte |      |             |      |
| aKD-ALSH-Nr. 003 190 | Grabmal > Grabhügel     | Grabhügel             | Vor- und/oder Frühgeschichte |      |             |      |
| aKD-ALSH-Nr. 003 191 | Grabmal > Grabhügel     | Grabhügel             | Vor- und/oder Frühgeschichte |      |             |      |
| aKD-ALSH-Nr. 003 192 | Grabmal > Grabhügel     | Grabhügel             | Vor- und/oder Frühgeschichte |      |             |      |
| aKD-ALSH-Nr. 003 193 | Grabmal > Grabhügel     | Grabhügel             | Vor- und/oder Frühgeschichte |      |             |      |
| aKD-ALSH-Nr. 003 194 | Grabmal > Grabhügel     | Grabhügel             | Vor- und/oder Frühgeschichte |      |             |      |
| aKD-ALSH-Nr. 003 195 | Grabmal > Grabhügel     | Grabhügel             | Vor- und/oder Frühgeschichte |      |             |      |
| aKD-ALSH-Nr. 003 196 | Grabmal > Grabhügel     | Grabhügel             | Vor- und/oder Frühgeschichte |      |             |      |
| aKD-ALSH-Nr. 003 197 | Grabmal > Großsteingrab | Steinkammer           | Neolithikum                  |      |             |      |
| aKD-ALSH-Nr. 003 198 | Grabmal > Grabhügel     | Grabhügel             | Vor- und/oder Frühgeschichte |      |             |      |
| aKD-ALSH-Nr. 003 199 | Grabmal > Grabhügel     | Grabhügel             | Vor- und/oder Frühgeschichte |      |             |      |
| aKD-ALSH-Nr. 003 200 | Grabmal > Grabhügel     | Grabhügel             | Vor- und/oder Frühgeschichte |      |             |      |
| aKD-ALSH-Nr. 003 201 | Grabmal > Grabhügel     | Grabhügel             | Vor- und/oder Frühgeschichte |      |             |      |
| aKD-ALSH-Nr. 003 202 | Grabmal > Grabhügel     | Grabhügel             | Vor- und/oder Frühgeschichte |      |             |      |
| aKD-ALSH-Nr. 003 203 | Grabmal > Grabhügel     | Grabhügel             | Vor- und/oder Frühgeschichte |      |             |      |
| aKD-ALSH-Nr. 003 204 | Grabmal > Grabhügel     | Grabhügel             | Vor- und/oder Frühgeschichte |      |             |      |
| aKD-ALSH-Nr. 003 205 | Grabmal > Grabhügel     | Grabhügel             | Vor- und/oder Frühgeschichte |      |             |      |
| aKD-ALSH-Nr. 003 206 | Grabmal > Grabhügel     | Grabhügel             | Vor- und/oder Frühgeschichte |      |             |      |
| aKD-ALSH-Nr. 003 207 | Grabmal > Grabhügel     | Grabhügel             | Vor- und/oder Frühgeschichte |      |             |      |
| aKD-ALSH-Nr. 003 208 | Grabmal > Grabhügel     | Grabhügel             | Vor- und/oder Frühgeschichte |      |             |      |
| aKD-ALSH-Nr. 003 209 | Grabmal > Grabhügel     | Grabhügel             | Vor- und/oder Frühgeschichte |      |             |      |
| aKD-ALSH-Nr. 003 210 | Grabmal > Grabhügel     | Grabhügel             | Vor- und/oder Frühgeschichte |      |             |      |